# Вечерние новости (роман)
«Вечерние новости» (англ. The Evening News) — роман-бестселлер 1990 года канадского писателя Артура Хейли. Роман повествует о работе американской телекомпании Си-би-эй — телестанции с узнаваемым для американского зрителя прототипом. По сути, это производственный роман, как и большинство произведений Хейли, которые стали бестселлерами.

## Сюжет
Действие романа происходит в конце XX века в США и Южной Америке. Террористическая перуанская организация «Сендеро луминосо» проводит дерзкую акцию — похищение семьи телеведущего компании Си-би-эй Кроуфорда Слоуна. В обмен на жизни заложников террористы требуют показать в прямом эфире пять телепередач под общим названием «Мировая революция: Сендеро луминосо указывает путь». Руководство Си-би-эй решает сформировать группу для поиска заложников, её возглавляет один из лучших корреспондентов компании Гарри Партридж. Жена Слоуна Джессика — бывшая возлюбленная Партриджа. 
Группе Партриджа удаётся представить образ действий похитителей, они находят укрытие террористов для временного содержания заложников, но к этому времени террористы вывозят своих пленников в Перу. Используя свои контакты, Партридж выясняет, что за похищением стоит «Сендеро луминосо». Он отправляется в Перу и находит женщину, с которой жил анестезиолог Баудельо, один из участников группы. 
Католический епископ информирует Партриджа, что руководство «Сендеро луминосо» приказало священникам убираться из определённого района, поскольку там происходит некая акция. Сопоставив информацию, Партридж понимает, что заложники находятся в Нуэва-Эсперансе — небольшой деревеньке, затерянной в перуанской сельве. 
Группа Партриджа решает провести операцию освобождения своими силами, поскольку перуанская армия устроит побоище с целью истребления повстанцев, в котором погибнут и заложники. Глубокой ночью люди Партриджа уничтожают охрану сендеристов, освобождают заложников и отправляются к посадочной полосе, где их должен подобрать самолёт. Террористы бросаются в погоню. 
К несчастью, отказывает один из моторов лодки и группе приходится двигаться к полосе медленнее, чем предполагалось. Их проводник повреждает ногу и вскоре погибает. Террористы настигают беглецов. При посадке в самолёт на взлётной полосе в перуанской сельве пули террористов настигают Партриджа, и он погибает. Остальные спасаются.

## История написания романа
Прежде чем написать роман, Хейли длительное время собирал информацию о партизанской войне в перуанских джунглях, что было весьма непросто, поскольку писателю было в то время почти 70 лет.

## Критика
Издание Kirkus Reviews в своей рецензии назвало роман динамичным и кровавым, а также отметило отличие сюжета «Вечерних новостей» от сюжетов предыдущих книг Хейли.